# Zacharias Reuserus (1687–1736)
Zacharias Reuserus, född 5 september 1687 i Landeryds socken, Östergötlands län, död 6 december 1735 i Hagebyhöga socken, Östergötlands län, var en svensk präst.

## Biografi
Zacharias Reuserus föddes 5 september 1687 i Landeryds socken. Han var son till kyrkoherden Zacharias Reuserus och Helena Jeremiædotter i Vreta klosters socken. Reuserus blev 1706 student vid Uppsala universitet, Uppsala och prästvigdes 31 januari 1712. Han blev 1714 hospitalspredikant i Norrköping och 1715 komminister i Vreta klosters församling, Vreta klosters pastorat. Reuserus blev 1708 kyrkoherde i Hagebyhöga församling, Hagebyhöga pastorat. Han avled 6 december 1735 i Hagebyhöga socken och begravdes 15 januari 1736 i Hagebyhöga kyrka. Till Reuserus begravning så författade hospitalspredikanten A. Hagelius i Linköping verket Sorge-Tårar. Sonen Zacharias författade Graf-Skrifft till begravningen.

### Familj
Reuserus gifte sig första gången 4 november 1714 med Anna Margareta Groterus (död 1715). Hon var dotter till kyrkoherden Jonas Groterus och Anna Torslow i Allerums socken. De fick tillsammans sonen Zacharias (1715–1715).
Reuserus gifte sig andra gången 25 januari 1716 med Ingeborg Wallin (1693–1748). Hon var dotter till kyrkoherden Johannes Wallin i Odensvi sockne. De fick tillsammans barnen Zacharias (1717–1772), Johan (1719–1767), Samuel (1722–1770), Anna Margareta, Axel Magnus (1727–1800), Magdalena (född 1730) och Helena Catharina ( född 1733).